# Храмове свято

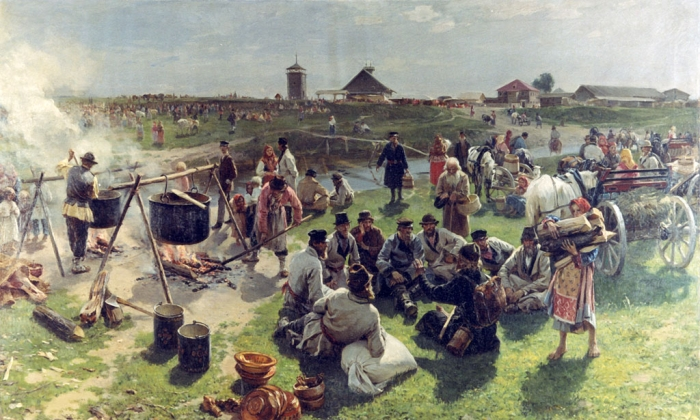
Загальний жертовний котел у престольне свято. Початок 1890-х

Храмове свято, також Престольне свято — місцеве свято на вшанування святого чи євангельської події, на пошану яких названо місцеву церкву.

## Історія
Уже в «Повісті временних літ» (996) згадується про храмове свято в церкві Преображення у Василькові (побудованої князем Володимиром Великим як вияв вдячності за порятунок від печенігів), на яке запрошено бояр, посадників, старійшину з усіх городів і всяких людей много, для яких варили «300 провар меду» і роздавали бідним 300 гривнів.
У XVI—XVII ст. улюбленими були храмові свята, улаштовані братствами. При спільних трапезах братчики обговорювали питання побудови шкіл, церковних видань, питання церковно-релігійного життя. Під час храмових свят жертовність вірних була велика, з одержаних пожертв будувалися церкви, школи, друкарні, шпиталі. Найбільше храмових свят відбувалося восени: на Першу і Другу Пречисту, на Чесного Хреста, на Покрову, на Семена, Дмитра, Кузьму й Дем'яна, на Андрія та ін.
На храмові свята, залежно від значення святого і самої церкви, з'їздилося багато вірних з сусідніх і навіть далеких місцевостей. Цього дня вірні сповідалися і причащалися, а після богослужіння відбувався спільний обід, на якому один одного частували, слухали кобзарів і лірників, велися веселі розмови. Інколи одночасно з храмовими святами відбувалися і ярмарки. У народній творчості часто згадується про храм («де храм, то й я там»), а письменники змальовували їх у своїх творах: І. Нечуй-Левицький, І. Рудченко-Білик, Ю. Федькович, І. Франко, О. Кобилянська та ін. В Україні храмові свята користалися великою пошаною і були нагодою для масових релігійних зустрічей. Радянська влада застосовувала проти цієї традиції репресії і намагається їх замінити «соціалістичними» святкуваннями.